# Sint-Engelbertuskerk (Deurne)

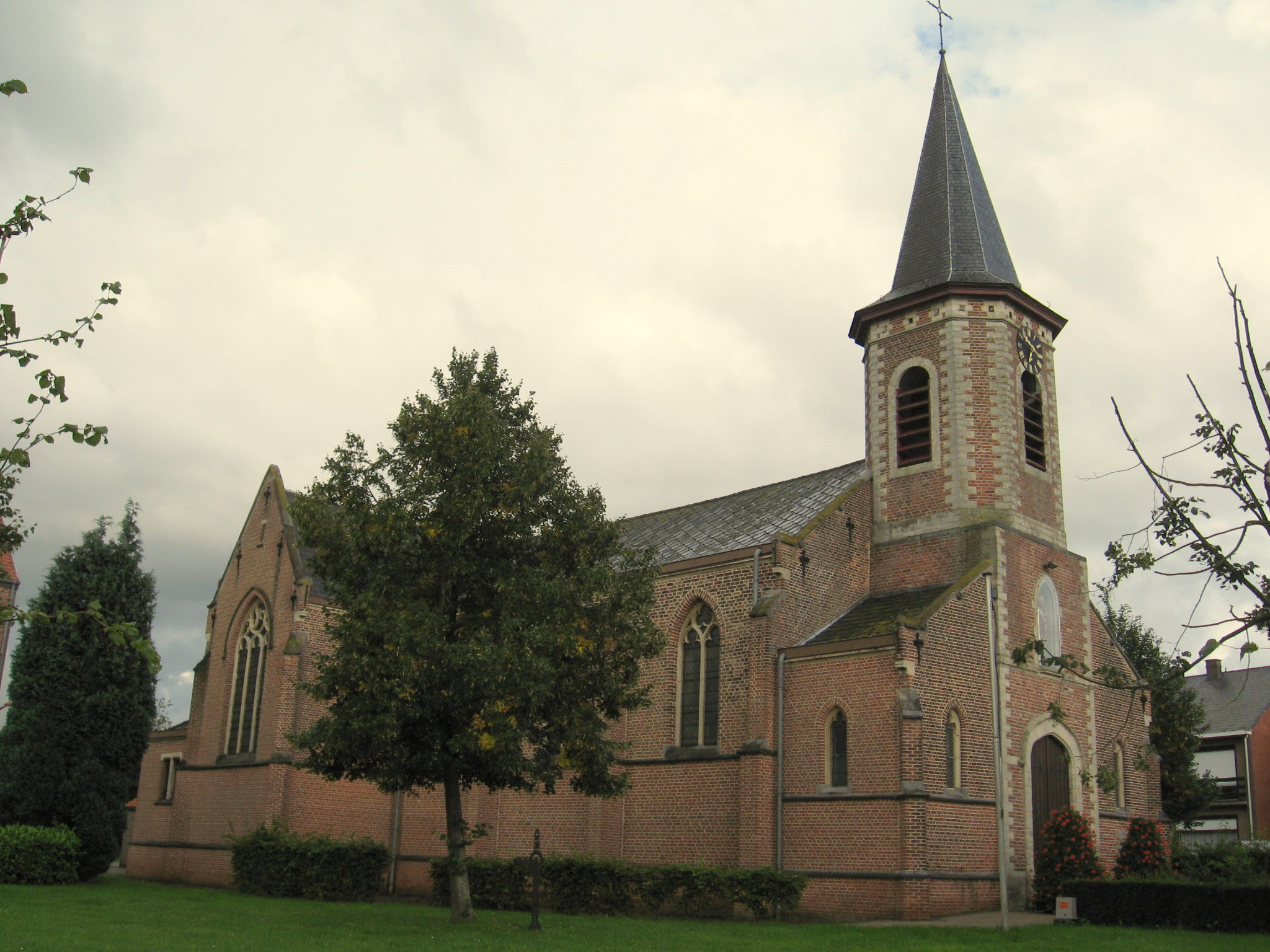
Sint-Engelbertuskerk

De Sint-Engelbertuskerk is de parochiekerk van de tot de Vlaams-Brabantse gemeente Diest behorende plaats Deurne, gelegen aan de J. Vanzeerstraat.

## Geschiedenis
Deurne behoorde tot de parochie van Tessenderlo. In 1834 werd een neoclassicistische kapel gebouwd die in 1842 tot parochiekerk werd verheven en die in 1890, naar ontwerp van Pierre Langerock, in neogotische stijl werd vergroot. Hierbij werd de toren van de oudere kapel geïntegreerd in het nieuwe, bakstenen gebouw.

## Interieur
Het kerkmeubilair is hoofdzakelijk 19e-eeuws. Er is echter een preekstoel van 1620 en de barokaltaren zijn uit dezelfde tijd.
Het orgel is van 1852 en gebouwd door de firma Anneessens.
Vroeg 16e-eeuws is een beeld van Madonna met Kind, laat 16e-eeuws is een Sint-Barbarabeeld en 17e-eeuws is een borstbeeld van Sint-Engelbertus.